# Clara Reeve
Clara Reeve (Ipswich, 23 gennaio 1729 – Ipswich, 3 dicembre 1807) è stata una scrittrice inglese.
Ha scritto diversi romanzi, tra cui solo il romanzo gotico Il vecchio barone inglese (The Old English Baron, inizialmente chiamato The Champion of Virtue) è particolarmente ricordato oggi. Scritto nel 1777 in imitazione de Il castello di Otranto di Horace Walpole, e spesso stampato con esso, ha influenzato la scrittura di Frankenstein di Mary Shelley.
Tra le sue altre opere vi sono il romanzo epistolare The School for Widows (1791), e la sua innovativa storia del romanzo, The Progress of Romance (1785), che viene generalmente considerato un precursore degli studi sulla nascita ed evoluzione del romanzo.